# Теран, Арлет
Арлет Росио Теран Сотело (исп. Arleth Rocio Teran Sotelo) (3 декабря 1976, Сьюдад-Виктория, Тамаулипас, Мексика) — мексиканская актриса, лауреат 6 наград и премий.

## Биография
Родилась 3 декабря 1976 года в Сьюдад-Виктории. Стала пробовать себя в качестве телеведущей в 1980-х годах. В 1994 году поступила в CEA при телекомпании Televisa и тут же быстро освоив учебную программу спустя несколько месяцев была направлена на съёмки телесериала Розовые шнурки в качестве дипломной работы. С этого года началась актёрская деятельность, всего снялась в 26 работах в кино и телесериалах. Особой удачей актрисы является ремейк мексиканского телесериала Просто Мария, где она сыграла роль незабвенной злодейки Ванессы (Лорена дель Вильяр де Ривера из предыдущей версии).

### Личная жизнь
Арлет Теран встречалась с певцом Хоаном Себастьяном, но отношения очень быстро закончились разрывом. Не замужем, детей нет.

## Фильмография

### Теленовеллы
- Просто Мария (2015-2016) - Vanessa Rivapalacio Landa de Arenti (Габриэла Гольдсмит — Лорена дель Вильяр де Ривера)[1]
- Hasta el fin del mundo (2015) - Regina Duarte[2]
- De que te quiero, te quiero (2014) - Alondra Capone de Ricci
- Corazón indomable (2013) - Natasha Fuentes[3]
- Rafaela (2011) - Ileana Contreras[4]
- Zacatillo, un lugar en tu corazón (2010) - Hortensia "Tencha" de Carretas[5]
- Mañana es para siempre (2008-2009) - Priscila Alvear de Elizalde
- Yo amo a Juan Querendón (2007-2008) - Ivonne Mosquera
- La esposa virgen (2005) - Olga Barquin
- Corazones al límite (2004) - Emma Martínez
- Amarte es mi pecado (2004) - Juliana de La Vega
- De pocas, pocas pulgas (2003) - Mireya
- Por un beso (2000) - Dra. Guzmán
- Primer amor a mil x hora (2000-2001) - Priscila Luna Guerra
- Tres mujeres (1999-2000) - Brenda Muñoz
- Alma rebelde (1999) - Odette Fuentes Cano Rivera Hill
- Шалунья (1997-1998) - Deborah
- Tú y yo (1996-1997) - Bárbara Camacho
- Confidente de secundaria (1996)
- Agujetas de color de rosa (1994-1995)

### Многосезонные ситкомы и прочие телешоу
- Estrella2 (2014) - Invitada
- Как говорится (2011-н. в.; снималась в период 2011-2015) - Shalia / Elena / Silvia
- Большой брат (2004) - Participante
- Женщина, случаи из реальной жизни (1985-207; снималась в период 2001-2002)
- Televiteatros (1993)

### Художественные фильмы
- Animales en peligro (2004)
- Secretarias privadisimas (2000)
- Milenio, el principio del fin (2000)